# Pere Iu Baron i Xixell
Pere Iu Baron i Xixell (Vernet, 1943 - 14 de març de 2018) fou un activista polític, sindical i cultural nord-català. El 1972 fou un dels fundadors de l'Esquerra Catalana dels Treballadors (ECT) i participà en la Universitat Catalana d'Estiu a Prada de Conflent, però el 1977 marxà a l'escindida OSAN, que el 1979 es va unir a Independentistes dels Països Catalans. Va ser redactor de la revista El Fiçó des del 1999 (desapareguda el 2009) i un dels impulsors de la commemoració de la diada del 7 de novembre. També estava adherit a la Coordinadora d'Associacions per la Llengua catalana, que organitza cada any el Correllengua. Fou Membre fundador de l'Associació Arrels i va ser un dels que van aconseguir crear Ràdio Arrels i l'escola immersiva catalana del mateix nom.